# Стефан Николов (Бобища)
Вижте пояснителната страница за други личности с името Стефан Николов.
Стефан Николов е български революционер, деец на Вътрешната македоно-одринска революционна организация.

## Биография
Стефан Николов е роден в костурското село Бобища. Завършва Одринската българска гимназия „Доктор Петър Берон" в 1902 година. Още като ученик в 1900 година става член на ВМОРО, привлечен от Спас Мартинов и другите учители. Работи като български учител в Дедеагач и там става член на местния околийски революционен комитет в Одринския революционен окръг (1902 – 1907). След Хуриета преподава в Леринското българско училище.
През 1912 – 1918 година е учител в българското класно и основно училище „Йосиф I" в квартал Пера в Цариград.